# Bulbophyllum birmense
Bulbophyllum birmense là một loài phong lan thuộc chi Bulbophyllum.